# Heterocrossa hudsoni
Heterocrossa hudsoni är en fjärilsart som beskrevs av John S. Dugdale 1988. Heterocrossa hudsoni ingår i släktet Heterocrossa och familjen Carposinidae. Inga underarter finns listade i Catalogue of Life.